# Coup d'État d'août 1975 au Bangladesh
Le coup d'État du 15 août 1975 au Bangladesh était un coup d'État militaire lancé par des officiers de rang intermédiaire de l'armée au Bangladesh le 15 août 1975. Les officiers faisaient partie d'un vieux complot visant à assassiner Sheikh Mujibur Rahman, le père de la nation bengalie, dont le leadership dans la lutte lors des élections législatives pakistanaises de 1970, au cours desquelles il est devenu le premier ministre élu du Pakistan, et le point culminant de la guerre de libération du Bangladesh a conduit à la fondation du Bangladesh en tant qu'État-nation. Sheikh Mujibur Rahman et plusieurs membres de sa famille ont été tués pendant le coup d'État.

## Contexte
Sheikh Mujibur Rahman, qui a remporté les élections législatives pakistanaises de 1970, s'est vu refuser par la dictature militaire pakistanaise le poste de Premier ministre du Pakistan ; c'était le résultat d'une longue oppression politique des citoyens bengalis du Pakistan qui s'opposaient vocalement à la tyrannie autoritaire de l'Establishement (en). Alors que les revendications démocratiques et les protestations se poursuivent, Sheikh Mujibur Rahman prononce, le 7 mars, un discours qui rassemble les Bengalis et les prépare aux événements à venir. Le 25 mars 1971, l'armée pakistanaise lance une opération armée qui tue des intellectuels à l'université de Dacca. Le lendemain, le 26 mars, Sheikh Mujibur Rahman déclare l'indépendance du Bangladesh vis-à-vis du Pakistan, déclenchant ainsi la guerre de libération du Bangladesh, qui durera neuf mois et se terminera par la reddition des forces pakistanaises au Bangladesh face aux forces alliées du Bangladesh Mukti Bahini et des forces armées indiennes. En 1973, la Ligue Awami du Bangladesh de Sheikh Mujibur a remporté haut la main la première élection parlementaire (en) du Bangladesh indépendant,,.
Pendant la guerre, les auteurs du coup d'État avaient déjà élaboré le plan d'assassinat de Sheikh Mujibur Rahman. La plupart des conspirateurs étaient des officiers de l'armée qui n'étaient pas satisfaits de la décision d'indépendance car ils bénéficiaient des avantages d'une administration militaire et craignaient qu'une administration démocratique ne leur procure pas autant d'avantages que celles d'Ayub Khan et de Yahya Khan. Outre les officiers militaires, des politiciens de carrière et des bureaucrates comme Khondaker Mostaq Ahmad et d'autres ministres qui travaillaient dans le gouvernement pakistanais et dans celui de Rahman ont également participé à la conspiration parce qu'ils voulaient faire partie du Pakistan et qu'ils reprochaient à Sheikh Mujibur Rahman la guerre de libération de 1971. Selon ces plans, ils ont été impliqués dans des échauffourées qui donnaient l'impression qu'ils n'étaient pas liés à une conspiration profonde et ont intentionnellement provoqué des crises politiques et des famines comme lors de l'insurrection du Bangladesh de 1972-1975 par le biais d'une alliance avec les mouvements communistes dans le pays et la famine de 1974 au Bangladesh, qui était artificielle et qui a eu lieu sous la direction d'Ahmad et d'autres ministres avec l'aide d'entreprises qui contrôlaient le commerce en augmentant les prix soudainement et en accumulant des articles importants pour créer une pénurie de ressources ; et lorsque l'aide gouvernementale a été accordée aux citoyens touchés, les conspirateurs anti-Bangladesh au sein du gouvernement ont fait en sorte que les subventions, les mesures de relance et les coupons alimentaires ne puissent pas leur parvenir. Les alliés de la grande conspiration se sont assuré les faveurs des médias internationaux et de la presse locale et les ont invités à leur vendre un récit qui imputait ces événements uniquement aux dirigeants du pays nouvellement libre, c'est-à-dire au bureau du président, alors que les questions étaient dissoutes dans les bureaux des ministères responsables comme le ministère du Commerce,.
En 1973, le major Shariful Haque Dalim et sa femme ont été impliqués dans une bagarre avec les fils de Gazi Golam Mostafa, un leader de la Ligue Awami, lors d'une réception au Dacca Ladies Club (en). En représailles, certains officiers et soldats de l'armée bangladaise ont attaqué la résidence de Golam Mostofa. En conséquence, le major Dalim, le major S.H.M.B Noor Chowdhury et d'autres officiers ont été accusés de manquement à la discipline. Le major Dalim avait demandé l'aide du président Sheikh Mujib, mais elle lui a été refusée. Le major Sultan Shahriar Rashid Khan a démissionné de l'armée à la suite de cet incident. Le major Dalim et le major Noor font partie des officiers qui ont perdu leur commission à la suite de ces accusations d'indiscipline,.
En 1974, le major Syed Faruque Rahman était devenu mécontent du gouvernement de la Ligue Awami. Il discutait souvent de son mécontentement avec le major général Ziaur Rahman, qui était le chef d'état-major adjoint de l'armée. Lors d'une de ces réunions, Ziaur Rahman avait suggéré à Faruque de « faire quelque chose » pour remédier à la situation,.
Le major Khandaker Abdur Rashid a pu communiquer avec le ministre du Commerce Khandaker Moshtaque Ahmed au sujet de la situation dans le pays. Khandaker Rashid, le major Dalim et Khandaker Moshtaque ont décidé qu'ils devaient dissoudre le BaKSAL et destituer Sheikh Mujib. Khandaker Rashid a informé le major Faruque Rahman, qui a approuvé le plan, et on lui a également dit que le major général Zia les soutiendrait,.

## Déroulement
Les mutins ont décidé de se diviser en équipes, et chaque équipe devait recevoir des instructions et des objectifs spécifiques.

### Bangabandhu Bhaban
L'opération à la résidence du président Sheikh Mujibur Rahman était dirigée par le major A.K.M. Mohiuddin Ahmed. Le major Bazlul Huda a été placé dans l'équipe car il était l'adjudant du 2e régiment d'artillerie de campagne, qui gardait la résidence du Président. L'équipe comprenait également le major S.H.M.B Noor Chowdhury. Le capitaine Abul Bashar, qui était responsable des gardes, avait servi sous les ordres du major Dalim,.
Certains des gardes ont été tués en défendant la résidence après que les mutins ont essayé d'y entrer de force. Sheikh Kamal a été blessé en défendant la résidence, et a été exécuté par le capitaine Huda après que les attaquants ont pénétré dans l'enceinte. Le cheikh Mujib a demandé « que voulez-vous ? » aux mutins. Le commandant Noor et le capitaine Huda ont tiré sur Sheikh Mujib alors qu'il descendait les escaliers. Le fils de Sheikh Mujib, le lieutenant Sheikh Jamal, la femme de Jamal, Rosy, la femme de Sheikh Kamal, Sultana Kamal, et la femme de Sheikh Mujib, Sheikh Fazilatunnesa, ont été emmenés dans la salle de bains du premier étage. C'est là qu'ils ont été abattus par le major Abdul Aziz Pasha et Risaldar Moslemuddin. Le major Faruque a promu le capitaine Huda au rang de major et le sous-major Abdul Wahab Joardar au rang de lieutenant sur le champ. Faruque était arrivé et reparti sur un char,,. Le colonel Jamil Uddin Ahmad, secrétaire militaire du président, a été tué sur le chemin de la résidence du président après avoir été appelé par Sheikh Mujib,.
Les gardes se sont rendus après une brève fusillade et ont été alignés à l'extérieur de la maison. Le major Noor a abattu Moslemuddin, le frère de Mujib, dans les toilettes de la réception. Le major Pasha a ordonné de tuer Sheikh Russel, qui pleurait sa mère. Un témoin a signalé que des soldats avaient pillé la maison. Un policier mort a été vu à l'entrée. Le major Huda s'est rendu sur la route de Sher Shah à Mohammadpur pour commander 10 cercueils à des charpentiers. Il a également emmené les corps le jour suivant avec une escorte de l'armée,.

### Résidence de Sheikh Fazlul Haque Mani
Sheikh Fazlul Haque Mani était le neveu de Sheikh Mujibur Rahman et était considéré comme un successeur probable. Il a été tué chez lui avec sa femme, la bégum Arzu Moni, qui était censée être enceinte à ce moment-là. Ses fils Sheikh Fazle Noor Taposh et Sheikh Fazle Shams Parash ont survécu. Sa maison, située sur la route 13/1 à Dhanmondi, a été encerclée par 20 à 25 membres de l'armée le 15 août 1975,.

### Résidence d'Abdur Rab Serniabat
Abdur Rab Serniabat, ancien ministre de l'eau et beau-frère de Sheikh Mujibur Rahman, a été tué à son domicile de Mintoo road, à Dacca, à cinq heures du matin. Sa maison a été attaquée par une équipe dirigée par le major Aziz Pasha, le capitaine Majed, le major Shahriar Rashid et le capitaine Nurul Huda. Le neveu de Serniabat, Shahid Serniabat, sa fille Baby Serniabat, son petit-fils Sukanto Abdullah Babu, son fils Arif Serniabat et trois domestiques ont également été tués dans l'attaque. Son fils, Abul Hasanat Abdullah (en), a survécu à l'attaque et neuf autres personnes ont été blessées,.

### Support d'artillerie
L'artillerie sous le commandement de Fauque a tiré des obus de mortier vers Dhanmondi et Mohammadpur. À Mohammadpur, 14 personnes ont été tuées par les tirs de mortier près de la route de Sher Shah Suri.

### Camp Rakhi Bahini
Le major Faruque attaque le camp de la Jatiya Rakkhi Bahini avec 26 chars sous son commandement. Le Rakhi Bahini s'est rendu sans incident, Faruque s'est dirigé vers la résidence de Sheikh Mujibur Rahman après la neutralisation.

### Bangladesh Betar
L'officier principal de la radio Bangladesh Betar à Dacca a été attaqué par les mutins tôt le matin. Ils ont rapidement désarmé la police stationnée sur place et pris le contrôle de la radio. Le major Dalim et le major Shahriar étaient chargés de l'opération à la station de radio. Ils contrôlaient le flux d'informations à partir de là.

## Conséquences
Khondaker Mostaq Ahmad s'est adressé à la nation depuis la station de radio. Son discours, rédigé par Taheruddin Thakur, a annoncé la formation d'un nouveau gouvernement dirigé par lui. À sa suite, le chef de l'armée, son adjoint, le chef d'état-major de la marine, le chef de l'armée de l'air, le chef de la police et les Bangladesh Rifles (en) ont prêté allégeance au nouveau gouvernement. Moshtaq a nommé le général M.A.G. Osmani (en) comme conseiller en matière de défense. Le général Ziaur Rahman est nommé chef d'état-major de l'armée le 24 août 1975 et Khalilur Rahman devient le premier chef d'état-major de l'armée du Bangladesh.
Le 26 septembre 1975, Khondaker Moshtaq proclame l'ordonnance sur l'indemnisation qui offre une protection juridique aux personnes impliquées dans le coup d'État. Le 5 octobre 1975, l'ordonnance sur le Jatiya Rakkhi Bahini est adoptée avec le fort soutien de Ziaur Rahman ; elle absorbe le Rakkhi Bahini dans l'armée du Bangladesh.
Le 3 novembre 1975, la situation s'est tendue et certains officiers de l'armée bangladaise, dirigés par le général de brigade Khaled Mosharraf et le colonel Shafaat Jamil, ont lancé un coup d'État pour écarter les mutins et rétablir l'ordre dans l'armée. Le juge Abu Sadat Mohammad Sayem a remplacé Moshtaq comme président et Mosharraf a été nommé chef d'état-major de l'armée. Dans la matinée, les mutins avaient tué l'ancien président Syed Nazrul Islam, l'ancien premier ministre Tajuddin Ahmed et les ministres Muhammad Mansur Ali et Abul Hasnat Muhammad Kamaruzzaman dans la prison centrale de Dacca où ils étaient enfermés depuis la mutinerie du 15 août. Zia a été placé en résidence surveillée. Le 4 novembre, les mutins ont obtenu un passage sécurisé vers Bangkok,.
Le 7 novembre, Khaled Mosharraf est tué lors d'un autre coup d'État qui rétablit Ziaur Rahman au poste de chef d'état-major de l'armée. Le coup d'État était dirigé par l'organisation révolutionnaire des soldats et le colonel Abu Taher. Taher lui-même a été exécuté pour le meurtre de Khaled sous le gouvernement formé par le major général Zia le 21 juillet 1976, afin de rétablir la discipline dans l'armée et d'empêcher tout autre coup d'État,.
En 1976, le régime militaire du Bangladesh a offert aux putschistes des emplois diplomatiques. A.K.M. Mohiuddin Ahmed est nommé deuxième secrétaire de l'ambassade en Algérie, Rashed Chowdhury est nommé consul général à Djeddah en Arabie saoudite, S.H.M.B Noor Chowdhury est nommé deuxième secrétaire de l'ambassade à Téhéran, Shariful Haque Dalim est nommé premier secrétaire de l'ambassade à Pékin et Abdul Aziz Pasha est nommé premier secrétaire de l'ambassade à Buenos Aires, en Argentine.

## Jugement
Le commandant Faruque, le commandant Sultan Shahriar Rashid Khan et l'ancien ministre d'État Taheruddin Thakur ont été arrêtés le 14 août 1996, l'année même du retour au pouvoir de la Bangladesh Awami League. Trois mois plus tard, le Parlement du Bangladesh, contrôlé par la Ligue Awami, a supprimé la loi sur l'immunité, permettant ainsi l'ouverture des procès.
AFM Mohitul Islam, assistant personnel du président Sheikh Mujib, a déposé une accusation contre les mutins au poste de police de Dhanmondi le 2 octobre 1996. Le Département d'enquête criminelle (CID) a commencé à enquêter sur l'affaire le jour suivant. Il a porté plainte contre vingt personnes le 15 janvier 1997.
Le 12 mars 1997, le procès a commencé avec six accusés en prison et quatorze à l'extérieur du pays. Zobaida Rashid, épouse de Khandaker Abdur Rashid, a été libérée des charges après avoir déposé un certain nombre d'appels, réduisant ainsi le nombre d'accusés à 19. D'autres affaires déposées devant la Haute Cour remettaient en cause la légalité du tribunal de première instance et de son emplacement, l'annulation de la loi sur l'immunité, qui a retardé le procès. Le commandant Huda a été ramené de Thaïlande en 1998, grâce à la signature d'un traité d'extradition entre la Thaïlande et le Bangladesh. Le juge de district de Dacca, Kazi Golam Rasul, a condamné 15 accusés à mort le 8 novembre 1998. Des appels ont été interjetés auprès de la Haute Cour du Bangladesh. Le 14 novembre 1998, la Haute Cour a rendu un verdict partagé : le juge Ruhul Amin a confirmé la peine de mort pour dix des condamnés, le juge ABM Khairul Haque a confirmé la peine de mort pour les quinze accusés. L'affaire a été renvoyée à un troisième juge, Mohammad Fazlul Karim, qui condamné douze des accusés à la peine de mort.
Le juge en chef Ruhul Amin a alors constitué une cour d'appel composée de cinq juges : Surendra Kumar Sinha, Md Abdul Aziz, le juge Md. Tafazzul Islam BK Das et le juge Md. Muzammel Hossain. Le verdict de la division d'appel a confirmé la condamnation à mort des douze condamnés le 19 novembre 2009. Trois d'entre eux ont demandé la grâce présidentielle, mais celle-ci leur a été refusée. Le 27 janvier 2010, la Cour suprême du Bangladesh a rejeté la demande de révision des condamnés. Le 28 janvier 2010, cinq des condamnés en détention ont été exécutés dont Sultan Shahriar Rashid Khan, A.K.M. Mohiuddin Ahmed, Mohiuddin Ahmed, Syed Faruque Rahman et Mohammad Bazlul Huda Le 12 avril 2020, le capitaine Abdul Majed est pendu,.
Le Parti nationaliste du Bangladesh est revenu au pouvoir en 2001 et a réintégré les officiers qui avaient été licenciés en 1996 à leurs postes diplomatiques.

## Héritage
Depuis 1975, le Bangladesh a été soumis à différents gouvernements militaires, la démocratie ayant été partiellement restaurée à quelques reprises et définitivement en 1990.
Sheikh Hasina et Sheikh Rehana, les deux filles de Sheikh Mujibur Rahman ont survécu à l'assassinat de leur famille alors qu'elle se trouvait en Allemagne en août 1975. Sheikh Hasina a été élue quatre fois Premier ministre du Bangladesh, en 1996, 2009, 2014 et 2018.